# Fruntișeni
Fruntişeni é uma comuna romena localizada no distrito de Vaslui, na região de Moldávia. A comuna possui uma área de 36.52 km² e sua população era de 1876 habitantes segundo o censo de 2007.